# Montañas Udzungwa

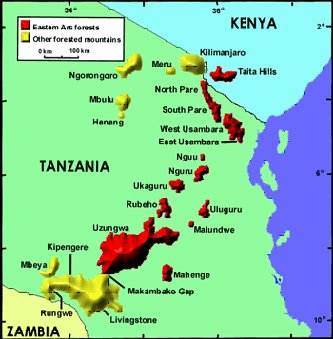
Mapa esquemático de las montañas del este de África.

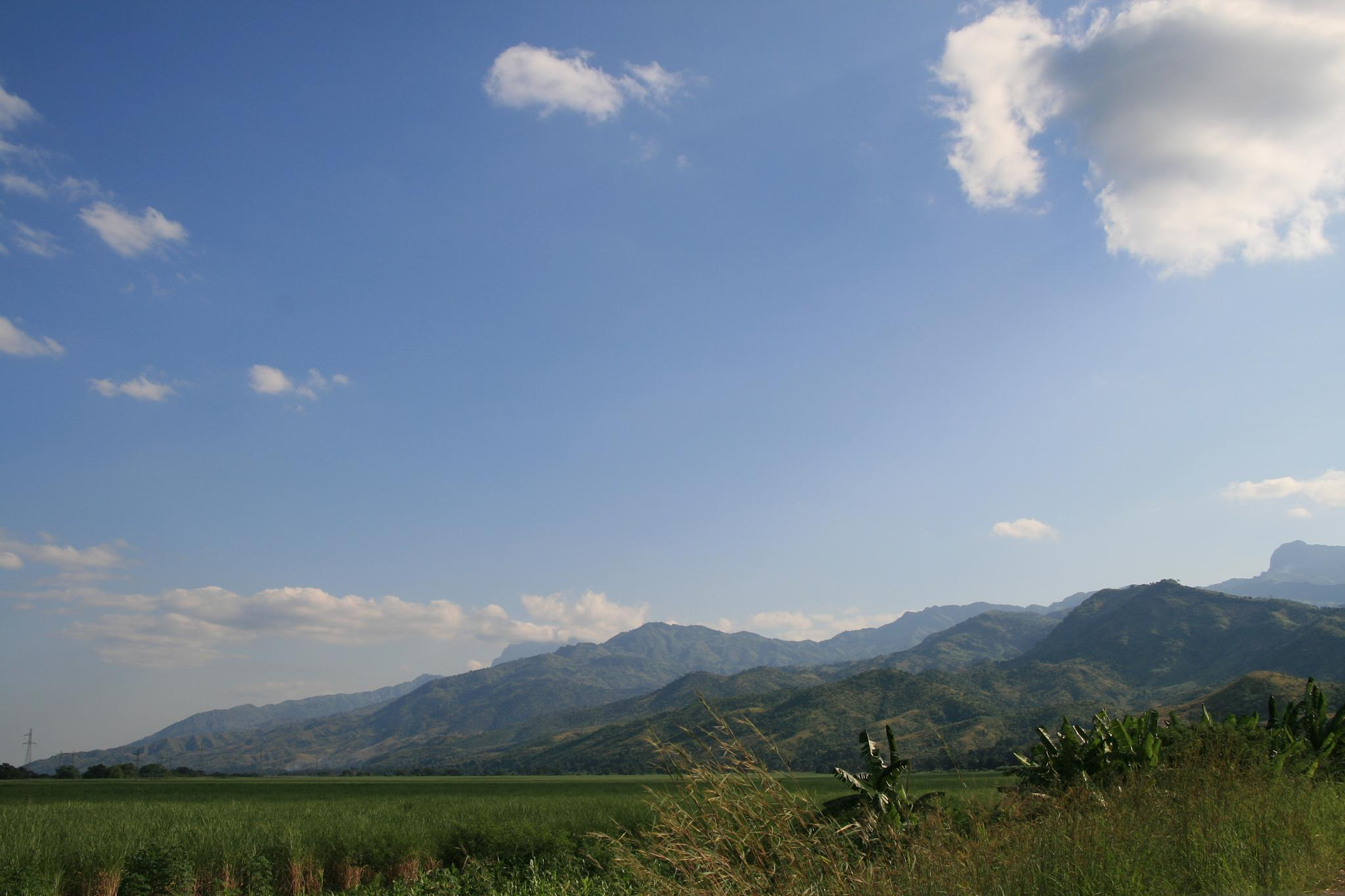
Montañas Udzungwa.

Montañas Udzungwa es una cordillera al sureste de Dodoma en Tanzania y forma parte del Arco Montañoso Oriental. Está cubierta por selva tropical, bosques de montaña, miombo y praderas. Es el hogar de muchas especies animales, incluyendo al colobo rojo de Udzungwa (Procolobus gordonorum), el mangabeye del río Tana (Cercocebus galeritus),  el sengi de cara gris (Rhynchocyon udzungwensis), la La perdiz del Udzungwa (Xenoperdix udzungwensis). El área tiene una biodiversidad extremadamente alta con numerosas especies endémicas (más de 25% de las especies de vertebrados). La elevación a 2579 m s. n. m. en Luhombero y el 10% de este está protegido por parques nacionales (el parque nacional de los Montes Udzungwa y Reserva Forestal Escarpados de Udzungwa).